# Morse-potentiaal
De Morse-potentiaal, genoemd naar de  natuurkundige Philip M. Morse, is een handig inter-atomair interactiemodel voor de potentiële energie van een diatomisch molecuul. Het is een betere benadering voor de trillingsstructuur van het molecuul dan de gekwantificeerde harmonische oscillator, omdat het expliciet de effecten van gebroken bindingen omvat, zoals het bestaan van ongebonden toestanden. Het model houdt ook rekening met het anharmonisch gedrag van echte bindingen en de van nul verschillende overgangswaarschijnlijkheid voor boventonen en combinaties. Het Morse-potentiaal kan ook gebruikt worden om andere interacties te modelleren, zoals de interactie tussen een atoom en een oppervlak. Vanwege de eenvoud (alleen drie passende parameters), wordt ze echter niet meer gebruikt in de moderne spectroscopie. Zijn wiskundige vorm was echter wel de inspiratie voor het MLR, de Morse Long Range potentiaal, de meest populaire potentiële energiefunctie die kan worden gebruikt om de overeenkomst met spectroscopische data te vergroten.

## Potentiële energiefunctie

De Morse potentiaal (blauw) en de potentiaal van de harmonische oscillator (groen). In tegenstelling tot de energieniveaus van de harmonische oscillator die op gelijke afstanden liggen, zal die afstand bij de Morse potentiaal afnemen naarmate de energie die van de dissociatie energie nadert. De dissociatie energie D_{e} is groter dan de ware energie nodig voor dissociatie D_{0} wegens de nulpuntsenergie van het laagste trillingsniveau.

De potentiële energiefunctie van Morse is van de vorm
{\displaystyle V(r)=D_{e}(1-e^{-a(r-r_{e})})^{2}}
waarin {\displaystyle r} de afstand is tussen de atomen, {\displaystyle r_{e}} de kernafstand met de kleinste potentiële energie, {\displaystyle D_{e}} de spectroscopische dissociatie energie en {\displaystyle a} een constante die in verband staat met de breedte van de potentiaalput. De laatste drie parameters zijn kenmerkend voor de beschouwde molecule.
Uit het nevenstaande diagram blijkt dat voor waarden van {\displaystyle r} die in de buurt liggen van {\displaystyle r_{e}} ({\displaystyle r\approx r_{e}}) de Morse-potentiaal niet veel verschilt van de potentiaal van een harmonische oscillator, waarvoor geldt {\displaystyle V(r)={{1} \over {2}}k_{e}(r-r_{e})^{2}} waarin {\displaystyle k_{e}} de zogenaamde veerconstante is bij het minimum van de potentiaalput. Bij die kleine waarden voor {\displaystyle r-r_{e}} kan de exponentiële functie ontwikkeld en benaderd worden   {\displaystyle e^{-a(r-r_{e})}\approx 1-a(r-r_{e})}. De uitdrukking voor de Morse-potentiaal wordt dan {\displaystyle V(r)=D_{e}a^{2}(r-r_{e})^{2}}. Vereenzelviging van de beide uitdrukkingen leidt tot {\displaystyle a={\sqrt {\frac {k_{e}}{2D_{e}}}}}.
Aangezien de nulpuntsenergie willekeurig is, kan de vergelijking van de Morse-potentiaal op een aantal manieren worden herschreven door een constante waarde toe te voegen of af te trekken. Als men, zoals gewoonlijk, een uitdrukking wil zodanig dat {\displaystyle V(\infty )=0} dan kan men voor de potentiaal de volgende vorm kiezen
{\displaystyle V(r)-D_{\text{e}}=D_{\text{e}}\cdot \left(e^{-2a\cdot (r-r_{\text{e}})}-2e^{-a\cdot (r-r_{\text{e}})}\right)}
Hierdoor verschuift de nulpuntspotentiaal zich met een bedrag {\displaystyle -D_{\text{e}}}. Met de aldus gedefinieerde uitdrukking kan men de interactie tussen atoom en het oppervlak modelleren, terwijl tevens duidelijk wordt dat de Morse-potentiaal een combinatie is van een afstotende krachtterm (de eerste term) op korte afstand ({\displaystyle r<r_{e}}) en een aantrekkende krachtterm (de tweede) op grotere afstand ({\displaystyle r>r_{e}}), analoog met de Lennard-Jones potentiaal.

## Trillingstoestanden en energieën
De uitdrukking van de Morse-potentiaal laat een exacte analytische oplossing van de schrödingervergelijking toe. De eigen energieën, die worden verkregen zijn:
{\displaystyle E(v)=h\nu _{0}(v+1/2)-{\frac {\left[h\nu _{0}(v+1/2)\right]^{2}}{4D_{e}}}}
waarin {\displaystyle v} het trillingskwantumgetal is, {\displaystyle h} de constante van Planck  en waarin {\displaystyle \nu _{0}} de dimensie van een frequentie heeft. Deze laatste grootheid is wiskundig verbonden met de gereduceerde massa {\displaystyle \mu } van de molecule en met de Morse constanten via
{\displaystyle \nu _{0}={\frac {a}{2\pi }}{\sqrt {2D_{e}/\mu }}}
Terwijl de afstand tussen de opeenvolgende energieniveaus van een gekwantiseerde harmonische  oscillator constant is en gelijk aan {\displaystyle h\nu _{0}}, zal de energie tussen naburige niveaus in de Morse oscillator afnemen met stijgend kwantumgetal {\displaystyle v}. De afstand tussen de Morse niveaus worden gegeven door
{\displaystyle E(v+1)-E(v)=h\nu _{0}-(v+1)(h\nu _{0})^{2}/2D_{e}}
Dit komt overeen met het anharmonisch gedrag van reële moleculen. Echter is deze laatste vergelijking niet meer geldig boven een zekere waarde {\displaystyle v_{m}} waarvoor {\displaystyle E(v_{m}+1)-E(v_{m})} nul wordt of negatieve waarden aanneemt. Meer specifiek voor waarden
{\displaystyle v_{m}={\frac {2D_{e}-h\nu _{0}}{h\nu _{0}}}}
Deze beperking is te wijten aan het eindig aantal gebonden toestanden in de Morse-potentiaal zodat er een maximum {\displaystyle v_{m}} voor de gebonden toestanden bestaat. Voor energieën boven {\displaystyle v_{m}} zijn wel alle niveaus toegestaan naar de vergelijking voor  {\displaystyle E(v)} is dan niet langer geldig.
Beneden {\displaystyle v_{m}}, is {\displaystyle E(v)} een goede benadering voor de reële trillingstructuur voor niet-roterende diatomische moleculen. 
Reële moleculaire spectra kunnen in het algemeen benaderd worden door uitdrukkingen van de vorm
{\displaystyle E_{v}/hc=\omega _{e}(v+1/2)-\omega _{e}\chi _{e}(v+1/2)^{2}}
waarin de constanten {\displaystyle \omega _{e}} en {\displaystyle \omega _{e}\chi _{e}} direct verbonden zijn met de drie parameters van de Morse-potentiaal.